# Pteroceras compressum
Pteroceras compressum är en orkidéart som först beskrevs av Carl Ludwig von Blume, och fick sitt nu gällande namn av Richard Eric Holttum. Pteroceras compressum ingår i släktet Pteroceras och familjen orkidéer. Inga underarter finns listade i Catalogue of Life.